# Frans Floris
Pour les articles homonymes, voir Floris et De Vriendt.
Frans Ier de Vrient ou de Vriendt dit Frans Floris, (1519 à Anvers - 1er octobre 1570 à Anvers) est un peintre d'histoire romaniste flamand de l'École d'Anvers issu d'une grande famille d'artistes.

## Biographie

### Les débuts de sa carrière
Petit-fils et fils de sculpteur, frère de l’architecte et sculpteur Cornelis Floris de Vriendt, Frans a commencé comme apprenti sculpteur sous la direction de son oncle à Anvers, mais renonce à la sculpture pour se consacrer à la peinture. À vingt ans, il se rend à Liège pour y suivre des cours de Lambert Lombard, élève de Jan Gossaert dit Mabuse, dont les voyages en Italie avaient métissé le style. En 1540-1541, il s'inscrit à la guilde de Saint-Luc d'Anvers, peu avant son propre voyage.

### Le voyage en Italie
De nombreux peintres des écoles du Nord ont réalisé ce parcours. Suivant les traces de Mabuse, Lambert Lombard avait lui aussi visité Florence où il s'est initié à la manière de Salviati et autres élèves de Michel-Ange et de Del Sarto. Vers la même époque, Jan van Scorel, Michiel Coxcie et Maarten van Heemskerck, qui ont séjourné à Rome et se sont inspirés des chefs-d'œuvre de Raphaël et Michel-Ange, sont revenus au pays pour exécuter des travaux de style néerlando-italien, souvent considérés comme au-dessous du niveau produit dans la péninsule par des peintres comme Leonardo da Pistoia, Nanaccio, Rinaldo de Mantoue. Enflammé par ces exemples, Floris traverse, à son tour, les Alpes et s'approprie sans les assimiler les divers maniérismes des écoles de Lombardie, de Florence et de Rome.
Il se marie à Anvers en 1547, à son retour.

### Sa réputation

Le Banquet des dieux, 1550, musée royal des beaux-arts d'Anvers

Audacieux, vif et résolu, il comprit qu’il serait facile de gagner sa vie et d’acquérir un nom en dessinant pour les graveurs et en peignant à grande échelle à la manière de Vasari. Il ouvre rapidement une école de laquelle, dit-on, sortirent 120 disciples parmi lesquels son fils François, dit Floris le Jeune, Lucas d'Heere, Frans Pourbus l'Ancien, Anthonie Van Blockland, Georges Boba ou Joos de Beer.
Il a été surnommé par ses compatriotes « le Raphaël flamand », quoiqu'il soit loin d'égaler ce grand maître. Peu de ses travaux parvinrent jusqu'à nous, en partie parce qu'ils ont été condamnés à cause de leurs défauts, en partie parce qu'ils furent bientôt dépassés par les nouvelles normes qui allaient bientôt surgir.
On retrouve son effigie dans Les Effigies des peintres célèbres des Pays-Bas de Dominique Lampson.

## Œuvre
Frans Floris peint de grandes peintures pour les maisons de campagne de nobles Espagnols et pour les villas de patriciens d'Anvers. Il est connu pour avoir illustré la fable d'Hercule en dix compositions et les arts libéraux en sept, pour Niclaes Jonghelinck, un marchand d'Anvers, et il orna le palais de Beaumont de Philippe de Croÿ, duc d’Arschot, de quatorze panneaux colossaux. Il jouit de l'estime de Charles Quint et de Philippe II d'Espagne, et amasse par son talent une grande fortune.
La plus ancienne toile connue de Floris est le Mars et Venus pris au collet par Vulcain au musée de Berlin (1547), le dernier un Jugement dernier (1566) est à Bruxelles.
On distingue également parmi ses œuvres : 
- de beaux Arcs de triomphe, les Douze travaux d'Hercule, la Chute des anges rebelles, le Jugement de Salomon, au musée royal des beaux-arts d'Anvers
- Trois jeunes filles lisant au musée Garinet de Châlons-en-Champagne et
- Adam et Eve (1560, huile sur bois, 176 × 150 cm) au palais Pitti à Florence[3]
- Le Sacrifice de Jésus Christ, fils de Dieu, rassemblant et protégeant l'humanité (1562, bois, 165 × 230 cm) au musée du Louvre[4].
- Saint Luc peignant la Madone (huile sur panneau de chêne, 150 × 94 cm) à la cathédrale Saint-Bavon de Gand.
- L'Éducation de Jupiter au musée Baron-Gérard de Bayeux.
- Le Jugement de Pâris au musée de l'Ermitage de Saint-Pétersbourg.

Les dernières œuvres
Alors que Floris était en train de peindre une Crucifixion de 27 pieds et une Résurrection de même grandeur pour le grand prieuré d'Espagne, il s’éteint le 1er octobre 1570 à Anvers.